# Newbridge (Irlanda)
Newbridge (del irlandés: An Droichead Nua) es una población de Irlanda, ubicada en el condado de Kildare. En los últimos años ha experimentado un gran crecimiento económico y demográfico debido a la influencia de la capital, Dublín. Destaca el renombrado Newbridge College, colegio dominico, uno de los de mayor prestigio en Irlanda.

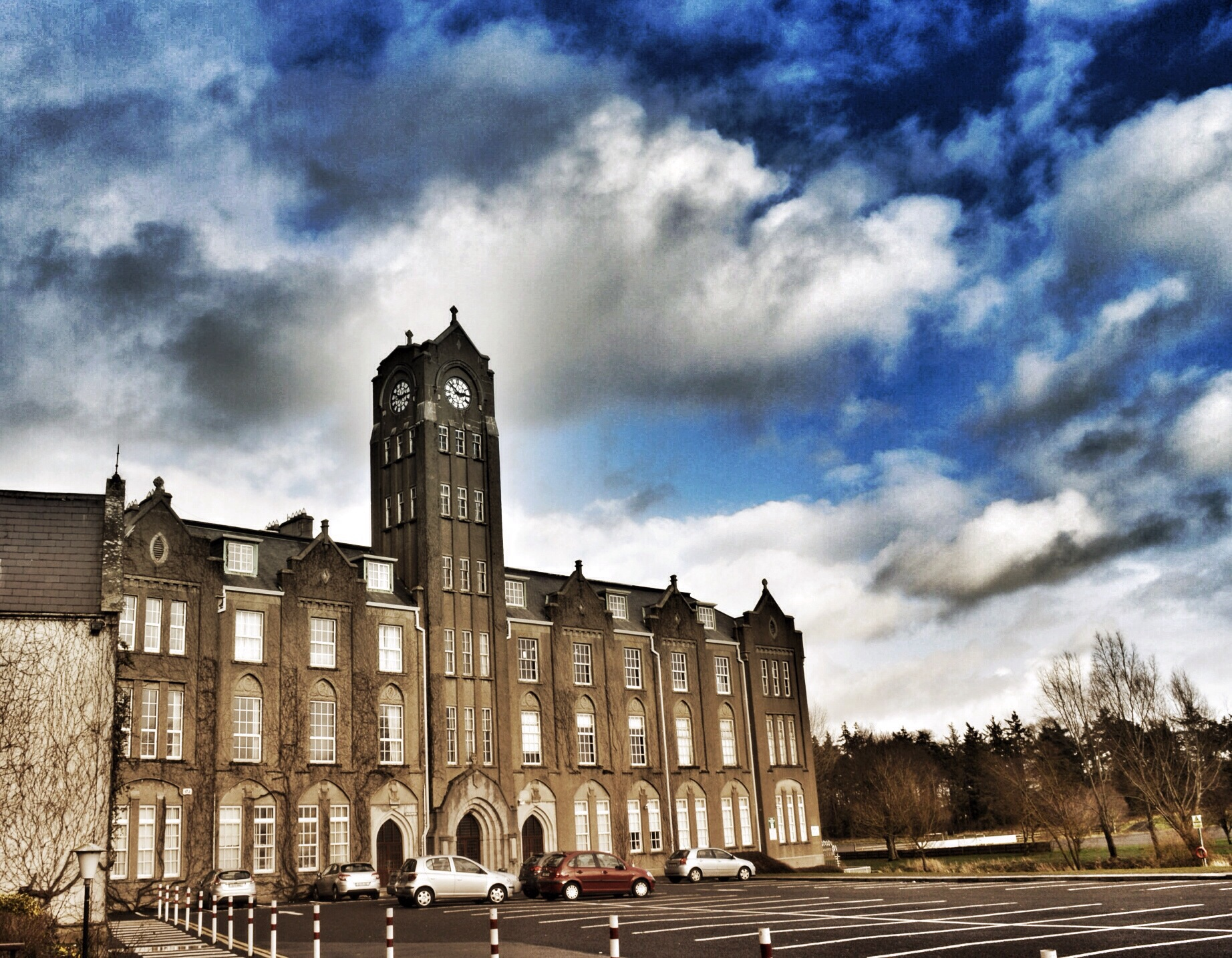
Newbridge College